# هوسكيوليرس
هوسكيوليرس (بالفرنسية: Hucqueliers)‏ هي بلدية تقع في إقليم باد كاليه من منطقة نور با دو كاليه في شمال فرنسا. تبلغ مساحة هذه المدينة 7.62 (كم²)، وترتفع عن سطح البحر 94 م، يبلغ عدد سكانها 591 نسمة حسب إحصاء المعهد الوطني للإحصاء والدراسات الاقتصادية سنة 2009 م. وترأس Serge Bordzakian البلدية خلال فترة (2001-2008).